# Ronald Borchers
Ronald Borchers (10. srpna 1957, Frankfurt nad Mohanem – 18. srpna 2024) byl německý fotbalista, záložník. Po skončení aktivní kariéry působil jako trenér.

## Fotbalová kariéra
V německé bundeslize hrál za Eintracht Frankfurt, Arminii Bielefeld a SV Waldhof Mannheim. Nastoupil ve 213 bundesligových utkáních, ve kterých vstřelil 28 gólů. V roce 1981 vyhrál s Eintrachtem Frankfurt DFB-Pokal. V sezóně 1985/1986 hrál ve švýcarské lize za Grasshopper Club Zürich. Na závěr aktivní kariéry hrál v nižších soutěžích za FSV Frankfurt, Kickers Offenbach, Eintracht Frankfurt „II“ a SV 1919 Bernbach. V Poháru vítězů pohárů ve 4 utkáních vstřelil 1 gól a v Poháru UEFA nastoupil v 16 utkáních a dal 2 góly. V roce 1980 Pohár UEFA s Eintrachtem Frankfurt vyhrál. Za západoněmeckou fotbalovou reprezentace nastoupil v letech 1978–1981 v 6 utkáních. 

## Ligová bilance
| Ročník                                 | Zápasy | Góly | Klub                    |
| -------------------------------------- | ------ | ---- | ----------------------- |
| Německá fotbalová Bundesliga 1975/1976 | 1      | 0    | Eintracht Frankfurt     |
| Německá fotbalová Bundesliga 1976/1977 | 5      | 0    | Eintracht Frankfurt     |
| Německá fotbalová Bundesliga 1977/1978 | 6      | 1    | Eintracht Frankfurt     |
| Německá fotbalová Bundesliga 1978/1979 | 27     | 5    | Eintracht Frankfurt     |
| Německá fotbalová Bundesliga 1979/1980 | 28     | 4    | Eintracht Frankfurt     |
| Německá fotbalová Bundesliga 1980/1981 | 34     | 3    | Eintracht Frankfurt     |
| Německá fotbalová Bundesliga 1981/1982 | 22     | 9    | Eintracht Frankfurt     |
| Německá fotbalová Bundesliga 1982/1983 | 15     | 1    | Eintracht Frankfurt     |
| Německá fotbalová Bundesliga 1983/1984 | 31     | 1    | Eintracht Frankfurt     |
| Německá fotbalová Bundesliga 1984/1985 | 26     | 4    | Arminia Bielefeld       |
| 1. švýcarská liga 1985/1986            | 15     | 1    | Grasshopper Club Zürich |
| Německá fotbalová Bundesliga 1986/1987 | 18     | 0    | SV Waldhof Mannheim     |
| CELKEM Německá fotbalová Bundesliga    | 213    | 28   |                         |
| CELKEM 1. švýcarská liga               | 15     | 1    |                         |